# جزيرة روبنسون كروزو
جزيرة روبنسون كروزو (بالإنجليزية: Robinson Crusoe Island)‏ (بالإسبانية: Isla Robinson Crusoe)‏، المعروف سابقا باسم ماس تييرا (Más a Tierra) وتعني (أقرب إلى اليابسة)، هي ثاني أكبر جزر خوان فرنانديز، تبعد 670 كم عن (سان انطونيو)، تشيلي غربا، جنوب المحيط الهادئ. وهي أكثر الجزر المأهولة في أرخبيل جزيرة أليخاندرو سيلكيرك اكتظاظا بالسكان، وأكثر من ذلك في بلدة سان خوان باوتيستا في خليج كمبرلاند على الساحل الشمالي للجزيرة.
كانت الجزيرة موطنا للبحار الذي تقطعت به السبل ألكسندر سيلكيرك بين عامي 1704-1709، ويعتقد أن ألهمت الكاتب دانييل ديفو في الرواية الخيالية حول شخصية روبنسون كروزو في 1719. لتعكس التقاليد الأدبية المرتبطة بالجزيرة لجذب السياح، غيرت الحكومة التشيلية تسمية موقع جزيرة روبنسون كروزو في عام 1966.